# 冯桥镇
冯桥镇，是中华人民共和国河南省商丘市睢阳区下辖的一个乡镇级行政单位。

## 行政区划
冯桥镇下辖以下地区：
大曹庄村、陈柿行村、曹楼村、前王庄村、田庄村、崔楼村、曹集村、孙路口村、王各村、杨堂村、柳林村、崔庄村、高庙村、安楼村、孟水坑村、小王庄村和吕庄村。